# مشکل مکاتبات
مسئله مکاتبات به مسئله مشخص شدن قسمت‌های یک تصویر با کدام قسمت‌های تصویر دیگر است، که تفاوت‌ها به دلیل حرکت دوربین، گذشت زمان یا حرکت اشیاء در عکس‌ها است.

## بررسی اجمالی
با توجه به دو یا چند تصویر از همان صحنه سه بعدی، که از دیدگاه‌های مختلف گرفته شده‌است، مشکل مکاتبات مربوط به کار یافتن مجموعه ای از نقاط در یک تصویر است که می‌تواند به عنوان همان نقاط در تصویر دیگر مشخص شود. برای انجام این کار، نقاط یا ویژگی‌های موجود در یک تصویر با نقاط یا ویژگی‌های مربوطه در تصویر دیگر مطابقت دارد. تصاویر را می‌توان از نقطه نظر دیگری، در زمان‌های مختلف یا با اشیاء موجود در صحنه با حرکت کلی نسبت به دوربین (عکس)ها تهیه کرد.
مشکل مکاتبات می‌تواند در شرایط استریو ایجاد شود که دو تصویر از همان صحنه استفاده می‌شود، یا می‌توان به مشکل مکاتبات N-View تعمیم داد. در حالت دوم، تصاویر ممکن است از هر دو N دوربین مختلف باشد که به‌طور همزمان عکس می‌گیرند یا از یک دوربینی که نسبت به صحنه حرکت می‌کند. هنگامی که اشیاء صحنه نسبت به دوربین (در حال حرکت) حرکت می‌کنند، مشکل بیشتر می‌شود.
برنامه معمول مشکل مکاتبات در رخ می‌دهد چشم‌انداز ایجاد یا دوخت تصویر - زمانی که دو یا چند تصویر که تنها همپوشانی کوچک دارند به یک تصویر ترکیبی بزرگتر دوخته شود. در این حالت لازم است که بتواند مجموعه ای از نقاط مربوطه را در یک جفت تصویر شناسایی کند تا بتواند تحول یک تصویر را محاسبه کند تا آن را بر روی تصویر دیگر بخیه دهد.

## روش‌های اساسی
دو روش اساسی برای یافتن مکاتبات بین دو تصویر موجود است
- مبتنی بر همبستگی - بررسی اینکه آیا یک مکان در یک تصویر در تصویر دیگر به نظر می‌رسد / به نظر می‌رسد دیگری باشد.
- مبتنی بر ویژگی‌ها - پیدا کردن ویژگی‌های موجود در تصویر و دیدن اینکه آیا طرح یک زیر مجموعه از ویژگی‌ها در دو تصویر مشابه است یا نه. برای جلوگیری از مشکل دیافراگم یک ویژگی خوب باید از دو جهت تغییر محلی داشته باشد.

## مثال ساده
برای پیدا کردن مکاتبات بین مجموعه A [1،۲٬۳٬۴٬۵] و مجموعه B [3،۴٬۵٬۶٬۷] پیدا کنید که در کجا همپوشانی دارند و فاصله یک مجموعه از مجموعه دیگر چقدر است. در اینجا می‌بینیم که سه شماره آخر در مجموعه A با سه عدد اول در مجموعه B. مطابقت دارد. این نشان می‌دهد که B جبران شده‌است ۲ در سمت چپ A.

## مثال مبتنی بر همبستگی
یک روش ساده برای مقایسه تکه‌های کوچک بین تصاویر اصلاح شده‌است. این کار به بهترین شکل ممکن است با تصاویری که تقریباً با همان نقطه دید یا در یک زمان یا با کمی حرکت بدون صحنه بین ضبط تصویر، مانند تصاویر استریو، گرفته شده‌است.
یک پنجره کوچک از تعدادی موقعیت در یک تصویر منتقل می‌شود. هر موقعیت بررسی می‌شود تا ببیند چقدر با همان مکان در تصویر دیگر مقایسه می‌شود. چندین مکان در نزدیکی برای اشیاء در یک تصویر مقایسه می‌شوند که ممکن است در تصویر دیگر دقیقاً در همان مکان نباشد. این امکان وجود دارد که هیچ تناسبی به اندازه کافی مناسب نباشد. این ممکن است بدان معنی باشد که این ویژگی در هر دو تصویر موجود نیست، بلکه دورتر از جستجوی شماست که به آن اختصاص داده شده‌است، خیلی تغییر کرده‌است، یا در قسمتهای دیگر تصویر مخفی است.

## جسارتهای وابسته
- استریوسکوپی
- اختلاف منظر
- فتوگرامتری
- درک عمق
- کلیشه
- دید رایانه
- ماتریس اساسی
- شاخه سازگاری مشترک و الگوریتم Bound
- هندسه قطبی
- ثبت تصویر